# Mistrovství Evropy juniorů v ledním hokeji 1991
Mistrovství Evropy juniorů v ledním hokeji 1991 byl 24. ročník této soutěže. Turnaj hostila od 4. do 11. dubna československá města Prešov a Spišská Nová Ves. Hráli na něm hokejisté narození v roce 1973 a mladší.

## Výsledky

### Základní skupiny
| Poř. | Tým     | FIN  | SWE  | NOR  | FRA  | Z | V | R | P | Skóre | B |
| 1.   | Finsko  | —    | 5:2  | 14:0 | 8:0  | 3 | 3 | 0 | 0 | 27:2  | 6 |
| 2.   | Švédsko | 2:5  | —    | 19:2 | 12:2 | 3 | 2 | 0 | 1 | 33:9  | 4 |
| 3.   | Norsko  | 0:14 | 2:19 | —    | 9:0  | 3 | 1 | 0 | 2 | 11:33 | 2 |
| 4.   | Francie | 0:8  | 2:12 | 0:9  | —    | 3 | 0 | 0 | 3 | 2:29  | 0 |

| Poř. | Tým           | TCH  | URS  | GER  | POL  | Z | V | R | P | Skóre | B |
| 1.   | ČSFR          | —    | 3:3  | 7:0  | 13:1 | 3 | 2 | 1 | 0 | 23:4  | 5 |
| 2.   | Sovětský svaz | 3:3  | —    | 10:1 | 10:4 | 3 | 2 | 1 | 0 | 23:8  | 5 |
| 3.   | Německo       | 0:7  | 1:10 | —    | 5:4  | 3 | 1 | 0 | 2 | 6:21  | 2 |
| 4.   | Polsko        | 1:13 | 4:10 | 4:5  | —    | 3 | 0 | 0 | 3 | 9:28  | 0 |

### Finálová skupina
Vzájemné výsledky ze základních skupin se započetly postupujícím i do finálové. Umístění v této skupině bylo konečným výsledkem mužstev na turnaji.
| Poř. | Tým           | TCH   | URS    | FIN    | SWE    | GER    | NOR    | Z | V | R | P | Skóre | B |
| 1.   | ČSFR          | —     | (3:3)  | 8:1    | 5:1    | (7:0)  | 14:2   | 5 | 4 | 1 | 0 | 43:7  | 9 |
| 2.   | Sovětský svaz | (3:3) | —      | 5:4    | 5:0    | (10:1) | 9:1    | 5 | 4 | 1 | 0 | 32:9  | 9 |
| 3.   | Finsko        | 1:8   | 4:5    | —      | (5:2)  | 15:0   | (14:0) | 5 | 3 | 0 | 2 | 39:21 | 6 |
| 4.   | Švédsko       | 1:5   | 0:5    | (2:5)  | —      | 19:3   | (19:2) | 5 | 2 | 0 | 3 | 41:20 | 4 |
| 5.   | Německo       | (0:7) | (1:10) | 0:15   | 3:19   | —      | 9:5    | 5 | 1 | 0 | 4 | 13:57 | 2 |
| 6.   | Norsko        | 2:14  | 1:9    | (0:14) | (2:19) | 5:9    | —      | 5 | 0 | 0 | 5 | 11:65 | 0 |

### O 7. místo
Polsko –  Francie 2:0 na zápasy (6:2 a 8:3)
 Francie sestoupila z elitní skupiny.

## Turnajová ocenění
|                            | Brankář        | Obránce        | Obránce        | Útočníci        | Útočníci        | Útočníci        |
| -------------------------- | -------------- | -------------- | -------------- | --------------- | --------------- | --------------- |
| Ceny direktoriátu IIHF     | Milan Hnilička | Roman Hamrlík  | Roman Hamrlík  | Alexej Kovaljov | Alexej Kovaljov | Alexej Kovaljov |
| All-Star Tým (podle médií) | Milan Hnilička | Martin Hamrlík | Janne Grönvall | Aleš Pavlík     | Trond Magnussen | Alexej Kovaljov |

### Produktivita
|                 | G  | A  | B  |
| --------------- | -- | -- | -- |
| Peter Forsberg  | 5  | 12 | 17 |
| Markus Näslund  | 14 | 2  | 16 |
| Trond Magnussen | 6  | 6  | 12 |
| Alexej Kovaljov | 8  | 3  | 11 |
| Pasi Saarela    | 7  | 3  | 10 |

## Mistři Evropy - ČSFR
Brankáři: Milan Hnilička, Jiří Kučera, Pavel Maláč

Obránci: Martin Hamrlík, Roman Hamrlík, Jan Vopat, Zdeněk Toužimský, František Kaberle, Michal Sýkora, Erik Smolka, David Smetana, Pavel Rajnoha

Útočníci: Petr Boháč, Petr Přikryl, Michal Černý, Tomáš Němčický, Aleš Pavlík, Tomáš Klimt, Róbert Petrovický, Jozef Petrovič, Richard Kapuš, Miroslav Škovíra, Jan Šimčík, Kamil Kastl, Martin Prokůpek

Trenér: Petr Míšek Ján Šimčík

## Nižší skupiny

### B skupina
Šampionát B skupiny se odehrál v Jace ve Španělsku, postup na mistrovství Evropy juniorů 1992 si vybojovali Švýcaři, naopak sestoupili Nizozemci.
1.  Švýcarsko

2.  Jugoslávie

3.  Rakousko

4.  Španělsko

5.  Itálie

6.  Dánsko

7.  Rumunsko

8.  Nizozemí

### C skupina
Šampionát C skupiny se odehrál v Sofii v Bulharsku, vyhráli jej Britové.
1.  Velká Británie

2.  Bulharsko

3.  Maďarsko

4.  Belgie